# Disteganthus
Disteganthus là một chi thực vật có hoa trong họ Bromeliaceae.